# Kommandant der Seeverteidigung Reval
Der Kommandant der Seeverteidigung Reval, kurz Seekommandant Reval (zunächst Seekommandant Q, später Seekommandant Estland und Seekommandant Baltische Inseln), war ein regionaler Küstenbefehlshaber der deutschen Kriegsmarine im Zweiten Weltkrieg.

## Geschichte

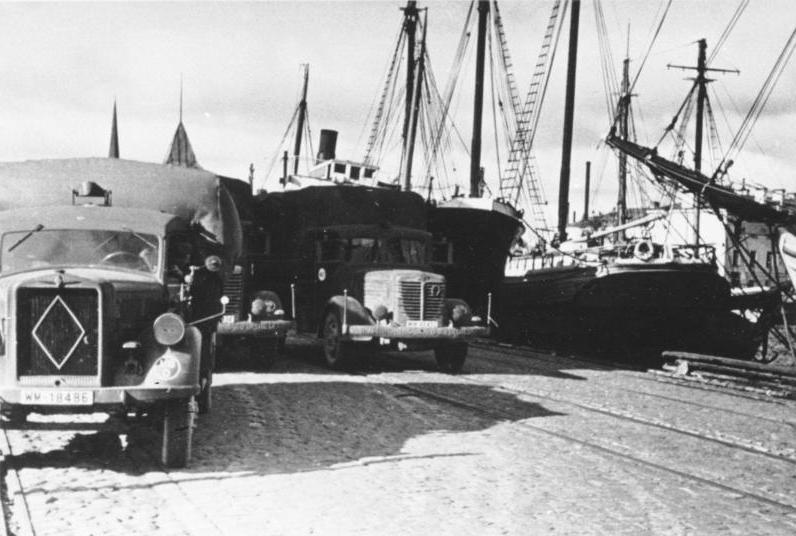
Entladen von Nachschub im Hafen von Reval 1941

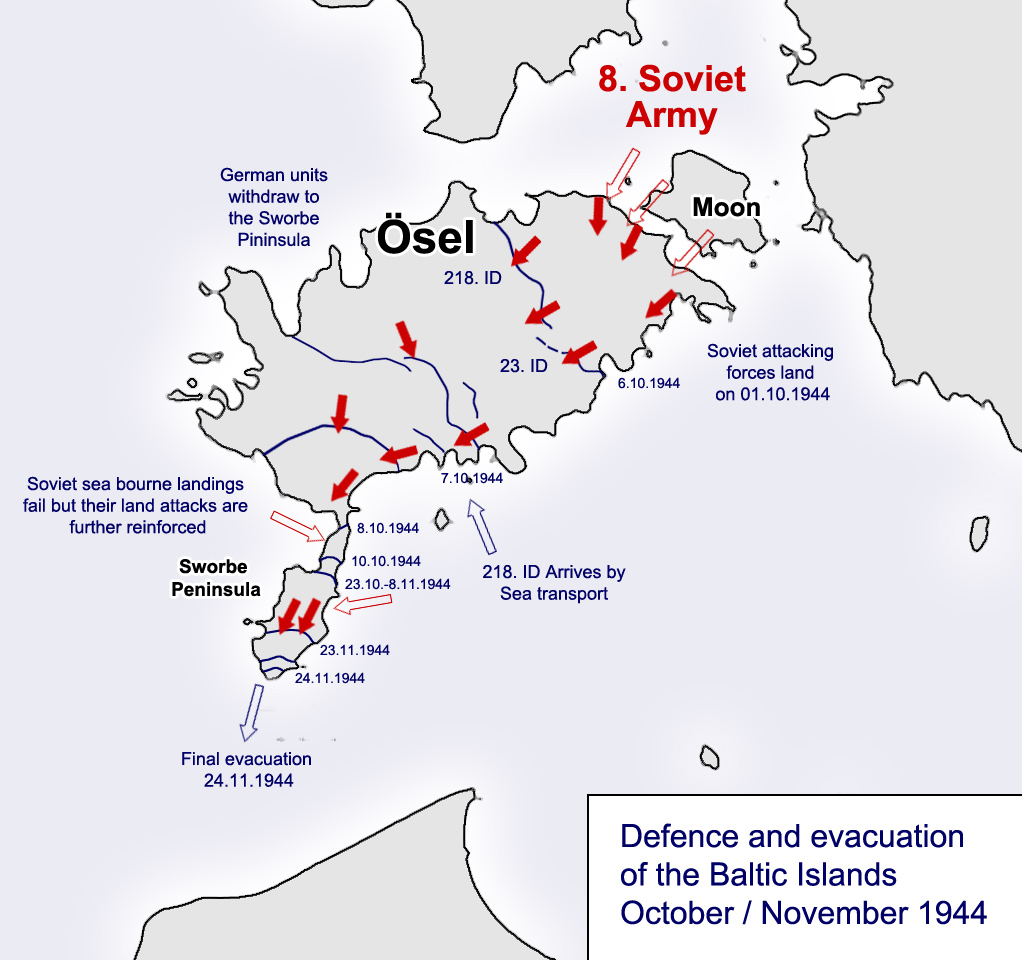
Sowjetische Eroberung der Inseln Moon und Ösel 1944

Die Kriegsmarine traf im Frühjahr 1941 organisatorische Vorbereitungen für den deutschen Angriff auf die Sowjetunion (Unternehmen Barbarossa). Zu diesem Zweck wurden die Stäbe mehrerer Seekommandanturen aufgestellt, die zunächst nur mit einem Buchstaben und ohne geografischen Bezug bezeichnet wurden. Dazu gehörte die Dienststelle des Kommandanten der Seeverteidigung Q, die wiederum dem Marinebefehlshaber D unterstellt war. Der Stab wurde im Raum Danzig aufgestellt, verlegte im Juni 1941 nach Cranz in Ostpreußen und im Oktober/November 1941 nach Reval, verbunden mit der Umbenennung in Seekommandant Reval, und schließlich nach Haljala, östlich von Reval.
Der Befehlsbereich reichte von der Grenze zwischen Estland und Lettland entlang der Ostseeküste bis Hungerburg an der Narwa. Er schloss die baltischen Inseln ein.
Die Unterstellung wechselte im November 1941 unter den neu eingerichteten Admiral Ostland, ab Februar 1943 Kommandierender Admiral Ostland, und ab Februar 1944 unter den Kommandierenden Admiral östliche Ostsee.
Nach dem Ende der Leningrader Blockade und der Eingliederung der Seekommandantur R im Februar 1944 wurde der Stab in Kommandant der Seeverteidigung Estland umbenannt. Bei dieser Zusammenlegung erweiterte sich der Zuständigkeitsbereich nach Osten bis zur Hauptkampflinie. Im weiteren Kriegsverlauf ging bis September 1944 das estnische Festland verloren. Deshalb wurde der Stab zu diesem Zeitpunkt in Kommandant der Seeverteidigung Baltische Inseln umbenannt und auf das Schloss Arensburg und später kurzzeitig nach Mõntu verlegt. Mit dem Verlust dieser Inseln wurde die Dienststelle im Dezember 1944 aufgelöst.

## Unterstellte Dienststellen und Verbände

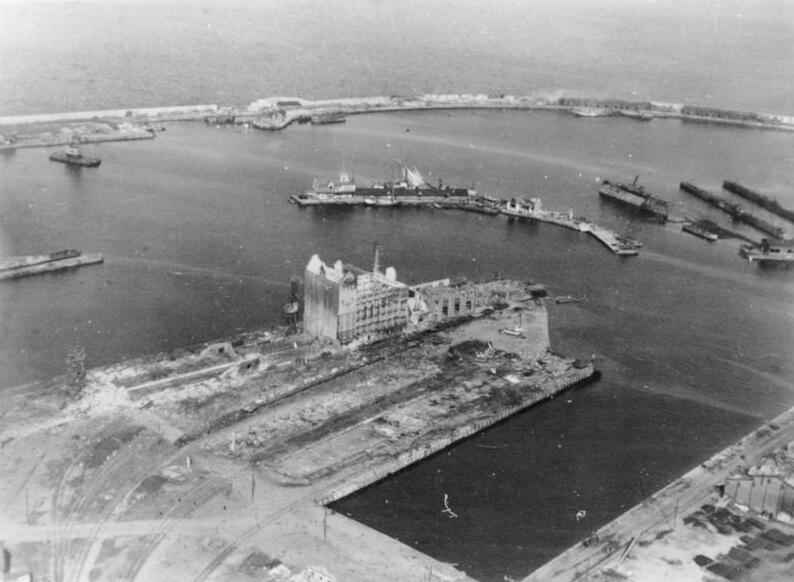
Der Hafen von Reval am Tag der deutschen Besetzung am 1. September 1941

Dem Seekommandanten waren folgende Verbände und Dienststellen unterstellt:
- Hafenkommandant Reval
- Marineartillerieabteilung 530 (Reval, zeitweilig Seekommandant R unterstellt)
- Marineartillerieabteilung 531 (ab etwa September 1944)
- Marineartillerieabteilung 532 (Reval ab April 1942, zeitweilig Seekommandant R unterstellt)
- Marine-Flak-Abteilung 239 (Oktober 1941 – April 1942 Reval; Unterstellungswechsel unter Seekommandant R, Verlegung nach Tytärsaari, Rückunterstellung im Februar 1944, Rückzug nach Ösel)
- Marineflakabteilung 711 (Reval)
- Marineausrüstungsstelle Reval
- Marineartilleriearsenal Reval (ab September 1942, zunächst Marineartilleriezeugamt)
- Marineeinsatzabteilung Ostland (ab etwa September 1944, aufgelöst Dezember 1944)

## Seekommandanten
- Fregattenkapitän Robert Terfloth, Mai – November 1941 (Suizid)
- Kapitän zur See Heinrich Jörss, November 1941 – November 1943
- Kapitän zur See Erich von Dresky, Vertretung im Februar 1944
- Kapitän zur See Walter Mulsow, Februar – Dezember 1944